# Loxocalyx ambiguus
Loxocalyx ambiguus là một loài thực vật có hoa trong họ Hoa môi. Loài này được (Makino) Makino mô tả khoa học đầu tiên năm 1905.

## Hình ảnh

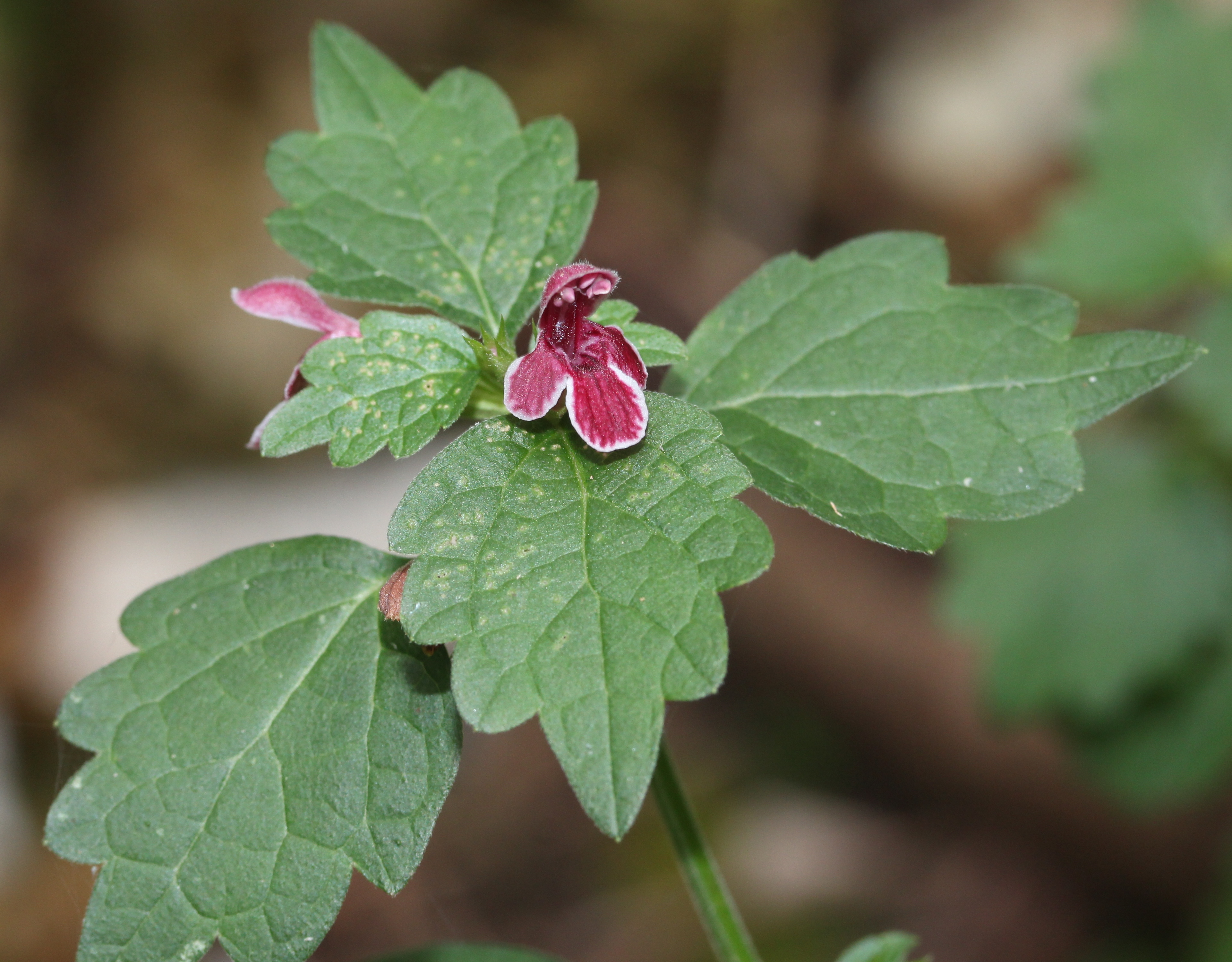
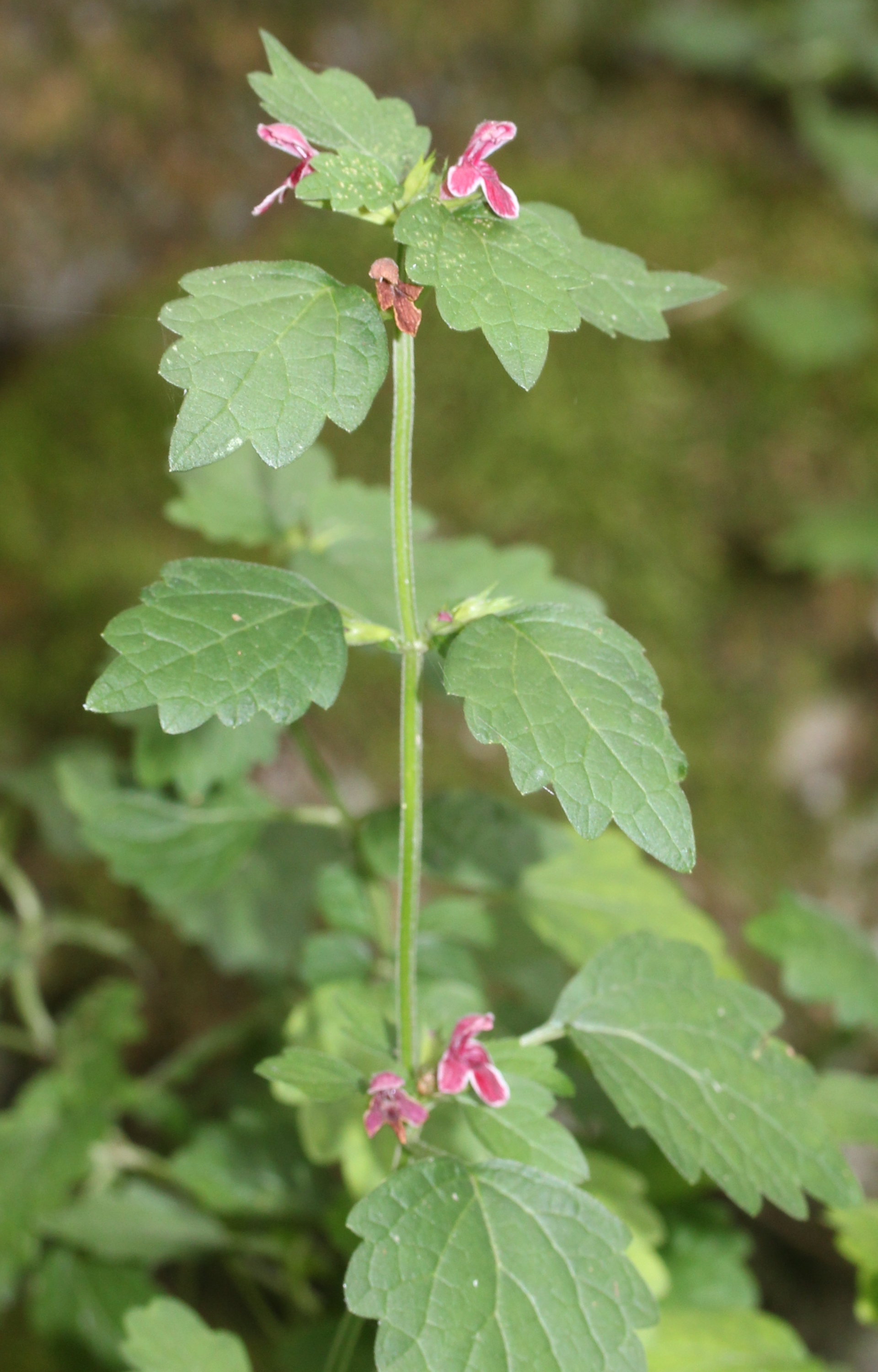
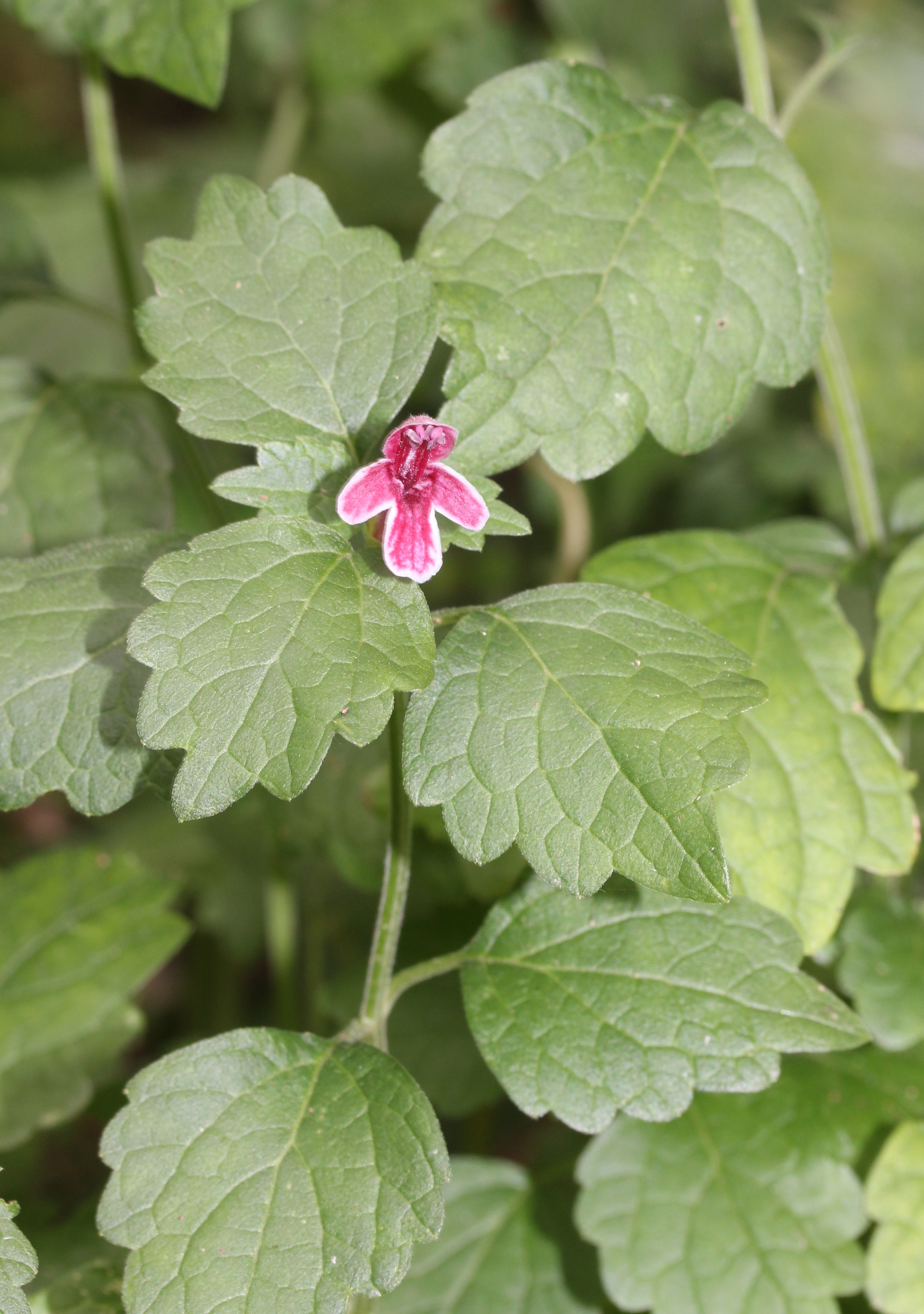